# Galanthus transcaucasicus
Galanthus transcaucasicus är en amaryllisväxtart som beskrevs av Aleksandr Vasiljevitj Fomin. Galanthus transcaucasicus ingår i släktet snödroppar, och familjen amaryllisväxter. Inga underarter finns listade i Catalogue of Life.

## Bildgalleri

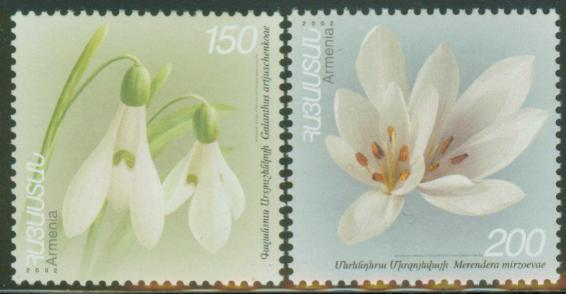